# 압둘 타입 마흐무드

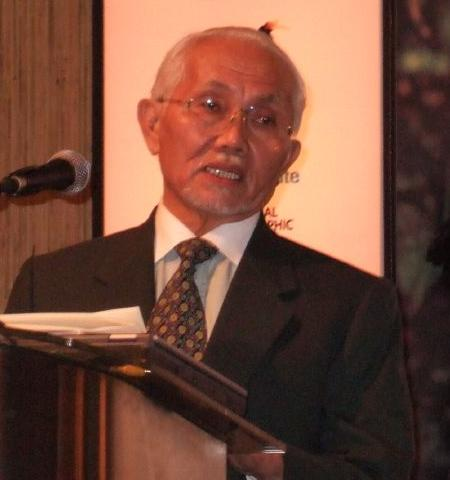

압둘 타입 마흐무드(Abdul Taib Mahmud, 1936년 5월 21일~2024년 2월 21일)는 말레이시아의 정치인으로, 사라왁주의 총리, 총독을 지냈다. 1981년 사임한 압둘 라흐만 야쿱의 뒤를 이어 총리로 취임했으며, 지방자치단체장으로서는 유례없는 33년 장기집권을 했다. 2014년 아데난 사템에게 총리직을 이양하였으며, 이후 총독으로 취임하였다.